# Жанакогам
Жанакога́м (каз. Жаңақоғам) — село у складі Тюлькубаського району Туркестанської області Казахстану. Входить до складу Машатського сільського округу.
Населення — 1205 осіб (2021; 1247 у 2009, 1120 у 1999, 994 у 1989).